# Juin 1888

## Événements
- 1er juin : inauguration de l'hotel Banff Springs en Alberta.

- 4 juin, Canada : le gouvernement Honoré Mercier offre de dédommager les jésuites de la saisie de leurs biens par le gouvernement britannique au début du XIXe siècle.

- 6 juin : annexion de l'île Christmas par l'Empire britannique.

- 15 juin : Guillaume II fils aîné de Frédéric III d'Allemagne, accède au trône (fin en 1918). Considérant l’Allemagne unifiée, il entend donner au peuple Allemand une « mission historique » et élargir son horizon au-delà de l’Europe. Il appuie les partisans d’une guerre préventive contre la Russie et soutient les ambitions balkaniques de l’Autriche-Hongrie.

- 20 - 30 juin, Canada : les Territoires du Nord-Ouest reçoivent une Assemblée législative substituée au Conseil du Nord-Ouest. Elle inaugure une politique de propagande pour encourager la colonisation. À partir de 1890, lorsque les États-Unis ne sont plus en mesure d’offrir des concessions de terres gratuites, l’émigration se détourne vers la Prairie canadienne.

- 22 juin : Le prodige des yeux corroboré par Frédéric Jansoone à Notre-Dame du Cap.

- 25 juin :
  - Lancement de la Faluche française, lors du retour des étudiants français des 800 ans de l'université de Bologne.
  - Incendie de Sundsvall en Suède.

## Naissances
- 4 juin : Victor Moriamé, poète français († 13 juillet 1961).
- 11 juin : Bartolomeo Vanzetti, militant anarchiste italiano-américain († 23 août 1927).
- 13 juin : Fernando Pessoa, écrivain portugais († 30 novembre 1935).
- 14 juin : Djamo Hadjınski, homme socio-politique et étatique azerbaïdjanais († 1942).
- 17 juin : Jacow Trachtenberg, inventeur éponyme d'une méthode de calcul mental († 1953).
- 24 juin : Georges Darmois, mathématicien français († 5 janvier 1960).
- 22 juin : Selman Waksman, microbiologiste américain, découvreur de la streptomycine († 16 août 1973).
- 28 juin : Paul Fortier-Beaulieu, industriel, ingénieur et historien folkloriste français († 21 décembre 1960).
- 29 juin : Alexandre Friedmann, physicien et mathématicien russe († 16 septembre 1925).

## Décès
- 7 juin : Sallie Holman, chanteuse d'opéra canadienne (° 24 juin 1849)
- 15 juin : Frédéric III, remplacé par Guillaume II.
- 29 juin : Hannah Rachel Verbermacher, surnommée la Vierge de Ludomir (° 1806)